# Karida
Karida − wieś w Estonii, w prowincji Sarema, w gminie Kärla.